# Luis de Mendoza
 (septembre 2018).
Si vous disposez d'ouvrages ou d'articles de référence ou si vous connaissez des sites web de qualité traitant du thème abordé ici, merci de compléter l'article en donnant les références utiles à sa vérifiabilité et en les liant à la section « Notes et références ».
Luis de Mendoza, né au XVe siècle et mort le 2 avril 1520 dans la baie San Julián (es), est un marin et explorateur espagnol de la fin du XVe siècle et du début du XVIe siècle, à l'époque des Grandes découvertes. 

## Biographie
Luis de Mendoza fait partie du voyage de circumnavigation de Fernand de Magellan, en tant que capitaine du vaisseau Victoria et trésorier général de l'expédition. Le 1er avril 1520, il participe avec deux autres capitaines (Juan de Cartagena et Gaspar de Quesada), à la « mutinerie de Pâques » contre Magellan lors d'une relâche près de la côte de Patagonie dans la baie San Julián (es). Motivée par des doutes sur la capacité du Portugais Magellan à mener à bien l'expédition espagnole, la mutinerie finit par être matée après que Luis de Mendoza a été tué par surprise par le prévôt (alguazil) Gonzalo Gómez de Espinosa, partisan de Magellan. Lors du jugement des mutins, Luis de Mendoza est déclaré traître et son corps fut démembré.